# Trialeurodes celti
Trialeurodes celti là một loài côn trùng cánh nửa trong họ Aleyrodidae, phân họ Aleyrodinae.
Trialeurodes celti được Takahashi miêu tả khoa học đầu tiên năm 1943.